# Оксиний
Оксиний (др.-греч. Ὀξύνιος, либо Офриней или Офриний) — в греческой мифологии сын Гектора. Согласно Конону, Приам во время Троянской войны отправил Оксиния и его брата Скамандра в безопасное место в Лидию. После разрушения Трои братья возвращались на родину и овладевали областями вокруг Трои, когда Эней покидал страну.
Анаксикрат и Аристодем (согласно конъектурам Мюллера) называют его Офринием, внебрачным сыном Гектора, который спасался после разрушения Трои. Это имя связывают с городком Офриний в Троаде, где находилась роща, посвященная Гектору.